# Ghanpokhara
Ghanpokhara – gaun wikas samiti w zachodniej części Nepalu w strefie Gandaki w dystrykcie Lamjung. Według nepalskiego spisu powszechnego z 2001 roku liczył on 654 gospodarstw domowych i 3384 mieszkańców (1780 kobiet i 1604 mężczyzn).